# Манкий
Манкий (англ. Mancius; VI век) — мученик, святой Католической церкви.

## Биография
Согласно упоминаемым источникам, святой Манкий был римлянином, купленным в качестве раба еврейскими торговцами и переправленный в Эвору, Португалия. Там он был замучен за исповедание своей веры.

## Почитание
День памяти в Католической церкви — 15 марта.